# WARM ICE "AUSSIE BLEND"
『WARM ICE "AUSSIE BLEND"』（ウォーム・アイス オーシィ・ブレンド）は、1986年4月21日に発売された麻倉未稀の9枚目のアルバム。発売元はCRYSTAL BIRD/キングレコード。

## 概要・背景
本作は初となる海外録音盤であり、レコーディングはオーストラリアのシドニーで行われた。当時麻倉は友人が住んでいるニューカレドニアに毎年遊びに行っていたが、この時はレコーディングの都合もあり「今年はいけないな」と失望しかけていたところ、スタッフから「じゃあシドニーで録っちゃいますか」と提案があり実現したものである。
15枚目のシングル「千億の恋人」(車載用音響機器メーカー・クラリオン ”シティ・コネクション” のCMソング) を含む全10曲が収録されている。アレンジは全曲佐藤準が担当しており、演奏には現地のミューシシャンを起用している。
レコーディングの際にはスタジオに種類の違う複数のマイクが並べられ、一つずつ音を試しながら歌っていくという今までなかったレコーディングの方法が採られた。その中にはドラムのスネア音を拾うようなマイクなど様々な種類のものがあり、どのマイクが麻倉の声や曲に合うかをエンジニアが考えながら進められていった。色々と試した結果、「君の場合はどれもあまり変わらないので、やっぱり普通のゴッパーマイク（SHURE SM58）でやろう」ということになったという。
2014年8月27日にはMEG-CDの取扱いが開始され、2023年2月3日には音楽配信が開始された。

## 収録曲
- 全曲編曲: 佐藤準

### LP / CD

#### Side A
1. 千億の恋人（4:01）
作詞: JUKO / 作曲: 佐藤準
  - 15thシングルA面曲。
2. GET AWAY（3:31）
作詞: 大津あきら / 作曲: MICHAEL LINN
3. 彼女のPISTOL（3:35）
作詞: 小林和子 / 作曲: MICHAEL LINN
4. TEARS (The out side of the tears)（4:46）
作詞: 森浩美 / 作曲: PAUL GORDON
5. ディスタンス・コール（4:22）
作詞: 森浩美 / 作曲: 樫原伸彦

#### Side B
1. KILLER LOVE（4:04）
作詞: 小林和子 / 作曲: DON FREEMAN
2. ラスト・キッス（4:15）
作詞: 麻倉未稀 / 作曲: MICHAEL LINN
3. HOLIDAY（4:16）
作詞・作曲: 麻倉未稀
4. ナイト・パイロット（4:28）
作詞: 大津あきら / 作曲: 佐藤準
5. BRING ME BACK（3:30）
作詞: 麻倉未稀 / 作曲: DAN HARTMAN

### CD / 配信
1. 千億の恋人
2. GET AWAY
3. 彼女のPISTOL
4. TEARS (The out side of the tears)
5. ディスタンス・コール
6. KILLER LOVE
7. ラスト・キッス
8. HOLIDAY
9. ナイト・パイロット
10. BRING ME BACK

## 参考資料
- オリコン『ALBUM CHART-BOOK COMPLETE EDITION 1970-2005』オリコン・マーケティング・プロモーション、2006年4月。ISBN 978-4-87131-077-2。